# Clayton Mortensen
Clayton Grant Mortensen, né le 10 avril 1985 à Rexburg, (Idaho, États-Unis) est un lanceur droitier de baseball évoluant en Ligue majeure pour les Royals de Kansas City.

## Carrière
Après des études secondaires à la Madison High School de Rexburg (Idaho), Clay Mortensen suit des études supérieures à au Treasure Valley Community College et à la Gonzaga University. Il porte les couleurs des Gonzaga Bulldogs en 2006 et 2007. En deux saisons avec les Bulldogs, il prend part à 33 matchs, dont 30 comme lanceur partant, pour 15 victoires et 10 défaites (9-2 en 2007).
Mortensen est drafté le 7 juin 2007 par les Cardinals de Saint-Louis au premier tour de sélection (36e choix). Il perçoit un bonus de 650 000 dollars à la signature de son premier contrat professionnel le 12 juin 2007.
Mortensen passe deux saisons en Ligues mineures avant d'effectuer ses débuts en Ligue majeure le 29 juin 2009 puis est transféré aux Athletics d'Oakland le 24 juillet 2009 à l'occasion d'un échange impliquant plusieurs joueurs en retour de Matt Holliday.
Le 24 janvier 2011, les Athletics échangent Mortensen aux Rockies du Colorado en retour du lanceur droitier des ligues mineures Ethan Hollingsworth.

### Red Sox de Boston
Le 21 janvier 2012, Mortensen est transféré aux Red Sox de Boston en retour du joueur d'arrêt-court Marco Scutaro.
Mortensen joue dans 50 parties des Red Sox au total en deux saisons, 2012 et 2013. En 72 manches et un tiers lancées en relève pour le club, sa moyenne de points mérités s'élève à 4,11 avec 2 victoires et 3 défaites.

### Royals de Kansas City
Le 27 août 2013, les Red Sox échangent Mortensen aux Royals de Kansas City en retour du voltigeur Quintin Berry.

## Statistiques
En saison régulière
| Statistiques de lanceur |             |    |    |    |     |   |   |    |      |    |      |
| Saison                  | Équipe      | G  | GS | CG | SHO | V | D | SV | IP   | SO | ERA  |
| 2009                    | Saint-Louis | 1  | 0  | 0  | 0   | 0 | 0 | 0  | 3.0  | 2  | 6,00 |
| 2009                    | Oakland     | 6  | 6  | 0  | 0   | 2 | 4 | 0  | 27.2 | 11 | 7,81 |
| Totaux                  | Totaux      | 17 | 6  | 0  | 0   | 2 | 4 | 0  | 30.2 | 13 | 7,63 |

Note: G = Matches joués ; GS = Matches comme lanceur partant ; CG = Matches complets ; SHO = Blanchissages ; 
V = Victoires ; D = Défaites ; SV = Sauvetages ; IP = Manches lancées ; SO = retraits sur des prises ; ERA = Moyenne de points mérités.